# Реомон
Реомон (фр. Réaumont) — коммуна во Франции, находится в регионе Рона — Альпы. Департамент коммуны — Изер. Входит в состав кантона Тюллен. Округ коммуны — Гренобль.
Код INSEE коммуны — 38331. Население коммуны на 2012 год составляло 1000 человек. Населённый пункт находится на высоте от 309  до 436  метров над уровнем моря. Муниципалитет расположен на расстоянии около 460 км юго-восточнее Парижа, 70 км юго-восточнее Лиона, 26 км северо-западнее Гренобля. Мэр коммуны — Brigitte Laurent, мандат действует на протяжении 2014—2020 годов.
Динамика населения (INSEE):